# The Back Seat of My Car
〈The Back Seat of My Car〉은 폴 매카트니가 작곡한 곡으로 1971년 음반 《Ram》의 마지막 곡으로 그와 그의 아내 린다 매카트니가 발표했다. 몇 달 후, 그 곡은 영국에서 싱글로 발매되었고, 39위에 올랐다. 이 곡은 매카트니의 〈The Long and Winding Road〉과 비슷한 장대 피아노와 오케스트라 발라드와 화려하고 열정적인 피날레로 끝나기 전에 고급 록 부분 사이를 스타일리쉬하게 변형한다.

## 참여 인원
- 폴 매카트니 – 리드 및 백 보컬, 피아노, 베이스 기타
- 린다 매카트니 – 백 보컬
- 데이비드 스피노자 – 리드 기타
- 휴 맥크라켄 – 리드 기타
- 데니 세이웰 – 드럼
- 뉴욕 필하모닉 오케스트라 – 오케스트라 편곡